# Ґжибкі
Ґжибкі (пол. Grzybki) — село в Польщі, у гміні Варта Серадзького повіту Лодзинського воєводства.
Населення — 210 осіб (2011).
У 1975-1998 роках село належало до Серадзького воєводства.

## Демографія
Демографічна структура станом на 31 березня 2011 року:
|          | Загалом | Допрацездатний вік | Працездатний вік | Постпрацездатний вік |
| -------- | ------- | ------------------ | ---------------- | -------------------- |
| Чоловіки | 104     | 17                 | 72               | 15                   |
| Жінки    | 106     | 17                 | 60               | 29                   |
| Разом    | 210     | 34                 | 132              | 44                   |